# Adolfo Valencia
Adolfo José Valencia Mosquera (Buenaventura, 1968. február 6. –), kolumbiai válogatott labdarúgó.
A kolumbiai válogatott tagjaként részt vett az 1993-as Copa Américán, az 1994-es és az 1998-as világbajnokságon.

## Sikerei, díjai
Bayern München
- Német bajnok (1): 1993–94

América de Cali
- Kolumbiai bajnok (1): 1997

Kolumbia
- Copa América bronzérmes (1): 1993